# Кузнецов, Виталий Николаевич
Вита́лий Никола́евич Кузнецо́в (16 августа 1932 — 27 мая 2011) — советский и российский философ

, историк философии. Доктор философских наук (1973), профессор. Лауреат Ломоносовской премии II степени за 1995 г., заслуженный профессор МГУ.

## Биография
Окончил с отличием философский факультет МГУ в 1955, затем — аспирантуру по кафедре философии Московского областного педагогического института (1958), где защитил кандидатскую диссертацию «Мировоззрение Вольтера». С 1960 вел исследовательскую и преподавательскую работу на кафедре истории зарубежной философии философского факультета МГУ. В 1973 защитил докторскую диссертацию «Экзистенциализм Жана-Поля Сартра».
Специализировался по истории западной философии Нового времени (от Бэкона до Фейербаха), однако работы В. Н. Кузнецова по истории французской философии, а также предлагаемые им темы курсовых и дипломных работ, охватывают и творчество мыслителей XX столетия (французский неотомизм, французский персонализм, философия Бергсона и др.). В вышедшем в 1986 г. втором томе новой серии университетских учебных пособий по истории зарубежной философии раздел II «Философия французского Просвещения XVIII века» (с. 144—388) целиком написан проф. В. Н. Кузнецовым. Ему принадлежат вступительные статьи и комментарии к изданиям русских переводов ряда французских философов.
Ведущий специалист кафедры по немецкой классической философии, автор учебника «Немецкая классическая философия» (1989; 2-е изд. в 2003) и спецкурсов, посвящённых представителям этого периода в истории философии («Феноменология духа» Гегеля, философия Фихте и др.).
Среди аспирантов проф. В. Н. Кузнецова — П. В. Резвых и др.
Скончался 27 мая 2011 года. Похоронен на Долгопрудненском кладбище (участок 133).

## Сочинения
- Кузнецов В. Н. Французская буржуазная философия XX века. — М.: Мысль, 1970. — 318 с. — 10 000 экз.
- Кузнецов В. Н. Франсуа Мари Вольтер. — М.: Мысль, 1978. — 223 с. — (Мыслители прошлого).
- Кузнецов В.Н. Основные тенденции кризиса современный буржуазной философии. — М.: Знание, 1978. — 66 с. — (Новое в жизни, науке, технике. Серия II. Философия. №10). — 41 500 экз.
Дается критический анализ наиболее значительных течений и школ современной буржуазной философии. Раскрывается несостоятельность их методологических принципов и установок, а также попыток преодолеть кризис философии за счет создания обновленных вариантов идеалистического мировоззрения. Выявляются усилившиеся в последнее время тенденции философской мимикрии под «материализм», «диалектику», социально-политический «радикализм», «антибуржуазность».
- Кузнецов В. Н. Французский материализм XVIII века. — М.: Мысль, 1981. — 303 с. — 28 000 экз.
- Кузнецов В.Н. Философское наследие Дидро. — Вступительная статья к кн.: Дидро Д. Сочинения: в 2-х т. / Сост., ред., вступит. статья и примеч. В. Н. Кузнецова. — М.: Мысль, 1986. — Т. 1. — С. 3—57. — 592 с. — (Философское наследие). — 53 000 экз.
- Кузнецов В. Н. Немецкая классическая философия второй половины XVIII — начала XIX века: Учеб. пособие для ун-тов. — М.: Высшая школа, 1989. — 480 с. — 29 000 экз. — ISBN 5-06-000002-8. (недоступная ссылка)
  - Кузнецов В. Н. Немецкая классическая философия: Учеб. — 2-е изд., испр. и доп. — М.: Высшая школа, 2003. — 438 с. — 5000 экз. — ISBN 5-06-004223-5.
- Кузнецов В. Н. Европейская философия XVIII века: Учебное пособие. — М.: Академический проект, 2006. — 544 с. — (Gaudeamus). — 3000 экз. — ISBN 5-8291-0676-0.